# CJBR-FM
CJBR-FM est une station de radio canadienne francophone située à Rimouski, dans la province de Québec. Elle est détenue et opérée par la Société Radio-Canada et affiliée à son réseau généraliste ICI Radio-Canada Première.

## Histoire
CJBR, première station de radio de la région du Bas-Saint-Laurent, est fondée le 15 novembre 1937 sur la bande AM à la fréquence 900 kHz par l'homme d'affaires rimouskois Jules-André Brillant. Brillant, propriétaire de la Compagnie de Pouvoir du Bas-Saint-Laurent, a obtenu un permis de diffusion pour créer l'une des huit station affiliées au réseau de la Société Radio-Canada au Québec qui compte déjà trois stations. Les lettres d'appel signifient Canada Jules Brillant Rimouski.
En 1947, est inaugurée sur la bande FM CJBR-FM, d'abord comme réémetteur FM imbriqué, puis à partir de 1957 une station à part entière. Cette station aujourd'hui nommée CBRX-FM est l'antenne régionale affiliée au réseau spécialisé ICI Musique de Radio-Canada.
De 1969 à 1977, CJBR est détenue par Power Corporation s'affilie maintenant au réseau radiophonique Télémédia (avec CKAC Montréal en tête de réseau).
En 1977, CJBR-AM ainsi que CJBR-FM et CJBR-TV sont achetées directement par la Société Radio-Canada.
Dans les années 1990 s'amorce la conversion vers la bande FM. D'abord en 1992, un réémetteur FM est installé à Rivière-du-Loup, en 2000 un nouvel émetteur FM est inauguré à Rimouski et en 2001 l'émetteur AM de Rimouski s'éteint après une soixantaine d'années de service.

## Programmation régionale
- Info-réveil - Lundi au vendredi de 6h00 à 9h00
- Même fréquence - Lundi au vendredi de 15h00 à 17h30

### Programmation inter-régionale
- Samedi et rien d'autre - Samedi de 7h00 à 11h00 - Émission produite par CBF-FM Montréal et diffusée sur toutes les stations d'ICI Radio-Canada Première de la province de Québec.
- Jours fériés et période des fêtes de fin d'année de 6h00 à 9h00 - Émission produite en alternance par CJBR-FM, CBGA-FM et CBSI-FM et diffusée sur ces trois stations.
- D'est en est - Lundi au vendredi de 15h00 à 17h30 (jours fériés, période estivale, période des fêtes de fin d'année) - Émission produite en alternance par CJBR-FM, CBGA-FM et CBSI-FM et diffusée sur ces trois stations.
- Dessine-moi un été - Samedi de 6h30 à 11h00 (période estivale) - Émission produite par CBF-FM Montréal et diffusée sur toutes les stations d'ICI Radio-Canada Première de la province de Québec.

## Émetteurs
| Villes                    | Identifiant | Fréquence | Puissance     | Classe | Coordonnées géographiques,   | Décision CRTC |
| ------------------------- | ----------- | --------- | ------------- | ------ | ---------------------------- | ------------- |
| Rimouski (Station source) | CJBR-FM     | 89,1 FM   | 38 800 watts  | C1     | 48° 19′ 40″ N, 68° 50′ 07″ O | 2001-719      |
| Rivière-du-Loup           | CJBR-FM-1   | 89.5 FM   | 100 000 watts | C      | 47° 34′ 37″ N, 69° 22′ 58″ O | 91-91         |